# Le Privilège du serpent
Le Privilège du serpent est le huitième tome de la série de bande dessinée Jonathan de Cosey.
À chaque album de la série est associée une liste de musiques d'ambiance. Pour ce tome : 
- Brian Eno : Ambient 1: Music for Airports
- Keith Jarrett : Sacred Hymns of G.I. Gurdjieff
- Respighi : The Birds

## Personnages
- Jonathan: devenu fromager. Il reçoit du courrier de Kate et Drolma
- Casimir Forel : suisse barbu aux lunettes rondes. C'est un ami de Jonathan, ils ne se sont pas revus depuis dix ans. Intellectuel rachitique et malheureux en amour, Casimir est devenu "thérapeute" autodidacte en mettant au point un traitement révolutionnaire basé sur l'image de la mue de serpent. Installé à Katmandou, il reçoit une clientèle prestigieuse (pour l'anecdote, Casimir Forel est un sosie de Derib).
- Eileen : canadienne. Elle a vécu trois ans avec un chef Khambas. Il a été tué au cours d'un raid chinois. Dépressive, elle a été secourue par Casimir qui l'a prise sous son aile et compte bien ne pas la laisser partir.
- Mahà Namgyal : chef Khambas

## Résumé
Jonathan s'est lancé dans la fabrication de fromage de  yak. Il livre ses produits à Katmandou quand il tombe sur un ami suisse, perdu de vue depuis dix ans : Casimir, devenu thérapeute. Jonathan l'invite dans sa fromagerie, à la montagne. Casimir arrive avec une patiente devenue sa compagne : Eileen. Une simple conversation entre Eileen et Jonathan rend Casimir jaloux. Il décide de repartir sur le champ mais se trompe d'itinéraire et croise le chemin d'un clan Khambas qui enlève Eileen.
Pendant ce temps, Jonathan a affrété un avion pour transporter ses fromages. Il connaît le pilote qui l'a parachuté en pays Khambas au début de ses aventures tibétaines. De l'avion, ils découvrent un point rouge : la Mercedes de Casimir. Jonathan se fait une nouvelle fois parachuter pour le rejoindre. Ensemble, ils retrouvent le groupe de tibétans qui fait un bon accueil à Jonathan. Leur chef délie Eileen et, à la stupéfaction de Casimir, elle décide de rester avec ses ravisseurs. Le chef met alors Casimir au défi d'agir, une fois dans sa vie, en héros. Il lui propose de jouer avec lui un remix de La Fureur de vivre. La voiture s'élance et Casimir ne saute pas, malgré la peur. La voiture ne s'écrase pas non plus, car il n'y a pas de précipice. Le chef le savait. Mais Casimir a réussi son défi. Il laisse Eileen libre de faire son choix. Elle n'a plus besoin de lui et restera avec les Khambas. Lui rejoindra la ville avec le sourire, peut‑être changé ? Déjà à la recherche d'un autre mode de guérison spirituelle.